# Rio Baia (Tisa)
O Rio Baia é um rio da Romênia afluente do rio Tisza, localizado no distrito de Maramureş.